# Главные философские направления
«Главные философские направления» — монография Т. И. Ойзермана, удостоенная Премии АН СССР имени Г. В. Плеханова за 1979 год. Книга представляет собой вторую часть трилогии, в которую вошли также две другие публикации автора: «Проблемы историко-философской науки» и «Диалектический материализм и история философии». Предметом монографии, как его определяет автор во введении к ней, являются отправные положения историко-философской науки: основной вопрос философии и философские направления как закономерные формы существования и развития философии. По мнению И.Т. Касавина, книга «Главные философские направления» Т. И. Ойзермана открыла новую страницу в марксистском осмыслении природы философского знания. Книга была переведена на иностранные языки, в т.ч. английский, немецкий и многие другие.